# Freespire
Freespire е един от старите базирани на Debian варианти на операционната система Linux. Freespire е безплатният вариант на комерсиалната Linux дистрибуция Linspire.
Според създателите ѝ в нея се комбинира най-доброто от свободния софтуер и софтуера с отворен код. Различното от другите популярни Linux дистрибуции е интеграцията на много допълнителни кодеци – поддържа MP3, Windows Media, QuickTime, Java, Flash, Real, както и най-популярните драйвери – за графичните карти на nVidia и ATI, Wi-Fi и модеми.